# Sistema bassi sciolti
Un sistema bassi sciolti è un sistema per i pulsanti dei bassi su una fisarmonica, atto a dare all'esecutore una maggiore possibilità nel suonare melodie sulla tastiera  sinistra dello strumento e di formare i propri accordi, fornendo una tastiera di bottoni per le singole note, con una gamma di tre ottave o più, in contrasto con il sistema standard dei bassi Stradella che permette soltanto note basse (intervallo di settima maggiore) e un presettaggio maggiore, minore, settima dominante e accordi diminuiti. Il termine "sistema bassi sciolti" si riferisce a vari sistemi per la mano sinistra che forniscono questa funzionalità:

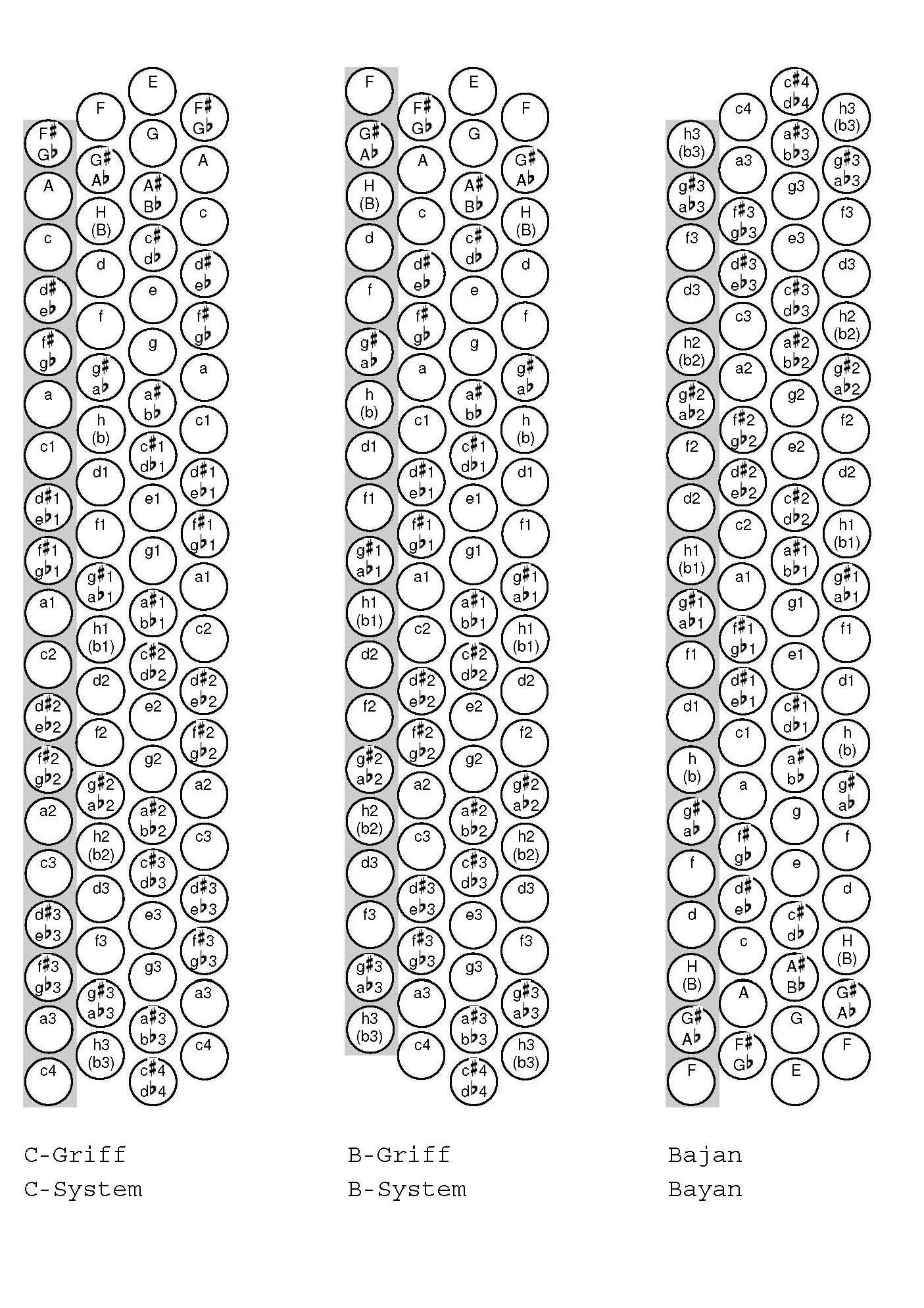
Tre tipi di sistema di bassi sciolti

- Esistono due schemi collegati come versioni speculari della fisarmonica cromatica a bottoni, questi sono stati commercializzati negli Stati Uniti da parte della società Giulietti come "bassetti".[3]
- Il sistema bassi sciolti "quint" inventato da Bill Palmer - successivamente brevettato da Titano, ha righe di bassi in più per estendere la disposizione dei bassi esistente nel sistema Stradella.[4]
- Le versioni quint e le versioni cromatiche a bottoni erano disponibili nei modelli "converter" (o "transformer"), con un controllo per passare dallo standard Stradella al sistema bassi sciolti.[5]
- Esiste un layout tipo pianoforte che rispecchia la tastiera destra di una fisarmonica a piano, con pulsanti rotondi disposti come tasti di un pianoforte. Questo sistema è popolare nelle fisarmoniche asiatiche del pianoforte, soprattutto nelle fisasrmoniche dell'Azerbaigian.
- Esistono anche altre disposizioni meno popolari, tra cui la Moschino e la Kuehl.

## Storia
Entro il 1900 il sistema di bassi Stradella aveva raggiunto la sua attuale costruzione con 120 pulsanti su 6 file. Tuttavia, mentre quella impostazione funzionava bene per la musica maggiore e minore, accompagnata da molti accordi, l'esecutore avrebbe avuto accesso solo a una sola ottava di note durante l'esecuzione, due con uno spostamento tempestivo di registri. Il problema fu risolto nei primi anni del 1900 aggiungendo tre file di singole note cromatiche accanto al basso standard. Nel 1900 a Mosca il maestro russo Bakanov fece una fisarmonica con tastiere a pianoforte sia a destra che a sinistra. Dal 1906 la fabbrica dei fratelli Kiselevs di Tula cominciarono a produrre fisarmoniche (bayan) con la tastiera a bassi sciolti a tre file a sinistra.
Negli Stati Uniti il virtuoso John Serry progettò e costruì un modello operativo di un sistema bassi sciolti per venire incontro agli spettacoli sia di composizioni jazz classiche che sinfoniche nel 1940. Incorporò le doppie tastiere per la mano sinistra per i solisti basati su due set di ance che erano accordate in ottave. Questo forniva al solista una gamma totale di toni superiori alle tre ottave e mezzo. Il disegno a doppia tastiera è illustrato di seguito e si accedeva ad esso tramite l'uso di un meccanismo  interruttore per fornire accesso indipendente al pollice dell'esecutore sulla tastiera n. 2 e le dita rimanenti dell'operatore sulla tastiera n. 1.
Tastiera #2 __F#_G#_A#____C#_D#____F#_G#_A#____C#_D#____F#_G#_A#____C#_
Tastiera #2 _F__G__A__B__C__D__E__F__G__A__B__C__D__E__F__G__A__B__C__D_
Tastiera #1 __F#_G#_A#____C#_D#____F#_G#_A#____C#_D#____F#_G#_A#____C#__
Tastiera #1__F__G__A__B__C__D__E__F__G__A__B__C__D__E__F__G__A__B__C__D_

### Divulgazione della fisarmonica a bassi sciolti
La società Hohner decise di ampliare il mercato delle fisarmoniche trasformando lo strumento dalle sue radici tradizionali in uno strumento affermato per orchestra. Fu messa insieme un'orchestra facendo una tournée in Germania per introdurre il nuovo concetto. La compagnia inoltre fornì gli spartiti per questo nuovo tipo di fisarmonica. Sebbene la notizia del nuovo sistema fosse stata divulgata, fu solo più tardi che lo strumento diventò più diffuso.
Nell'Europa settentrionale, il fisarmonicista a bassi sciolti Mogens Ellegaard ha contribuito a diffondere lo strumento e ispirare composizioni per esso. In un'intervista descrive come la fisarmonica a bassi sciolti  fosse ancora praticamente inesistente nella sua infanzia (era nato nel 1935), ma come i compositori nella sua nativa Danimarca cominciarono a scrivere lavori per lui sin dal 1958. Nel 1968 organizzò la produzione di fisarmoniche con nient'altro che il layout di bassi sciolti per introdurre i nuovi arrivati, in quanto le fisarmoniche a bassi sciolti avrebbero sempre incluso il basso standard.
In alcuni conservatori russi, canadesi ed europei, la fisarmonica a bassi sciolti è considerata uno strumento serio di studio e ora esiste un grande repertorio moderno per essa. Negli Stati Uniti, gli strumenti a basso libero sono molto meno conosciuti, nonostante i tentativi di farli conoscere da Palmer e Hughes e dalla Giulietti Accordion Company negli anni '60 e '70. Durante questo periodo alcuni fisarmonicisti americani dimostrarono l'unicità del suono orchestrale dello strumento tramite le esibizioni dal vivo, oltre a comporre opere originali che caratterizzavano lo strumento. In questo gruppo c'era John Serry, il cui Concerto per fisarmonica a bassi sciolti fu  completato negli anni '60. In Canada, Joseph Macerollo ha sviluppato un corso di studi per la fisarmonica a bassi liberi per studenti universitari e ha anche presentato lo strumento al pubblico sul palco della sala da concerto.

### Annotazioni
1. ↑  Monichon ha scritto, "Nel 1912, la casa Hohner produrrà i suoi primi "bassi cromatici".... La 'Cooperativa Stradella' svilupperà nel 1912 uno strumento con 120 bassi, con tre file di 'note cromatiche'..." [Pierre Monichon Francesco Giannattasio e B. Bugiolacchi, cronologico sintesi dell'evoluzione della fisarmonica (1984).]
2. ↑  Ole Schmidt fece il seguente commento: "Ho odiato la fisarmonica fino a quando non ho incontrato Mogens Ellegaard. Mi ha fatto decidere di scrivere un concerto di fisarmonica per lui". Ole Schmidt, citato nel libretto del CD di Musica di fisarmonica contemporanea danese, eseguìta da Mogens Ellegaard con l'Orchestra Sinfonica Danese, diretta da Ole Schmidt (Solrod Strand, Danimarca: Independent Music, 1987).

### Bibliografiche
1. ↑  Dan Lindgren, "Free-bass Systems Compared"
2. ↑   Sistema bassi sciolti, su cjalzumit.wordpress.com.
3. ↑   Freiburger accordion workshop, document on free bass, su akkordeon-maurer.de (archiviato dall'url originale il 1º maggio 2007).
4. ↑   Titano Accordion Company, History, su titano.com. URL consultato il 27 marzo 2012.
5. ↑   Converter Bass, su nydana.se. URL consultato l'8 giugno 2014.
6. ↑  Bjarne Glenstrup, Harmonikaens Historie (1972), The University of Copenaghen (Faculty of Music), p. 43
7. ↑  (RU) Alfred Mirek, Справочник по гармоникам, Moscow, 1968,  p. 92.
8. ↑  Squeeze This - A Cultural History of the Accordion in America Jacobson, Marion, University of Illinois Press, Chicago, IL, USA, P. 61. ISBN 978-0-252-03675-0
9. ↑   Copia archiviata, su newschoolofmusic.com. URL consultato il 23 aprile 2017 (archiviato dall'url originale il 5 agosto 2017).
10. 1 2  The Accordion Archiviato il 25 aprile 2017 in Internet Archive., paragraph 25.
11. ↑  Mogens Ellegaard, cited in "Interview," The Classical Accordion Society of Canada Newsletter (March 1990), 3–5.
12. ↑  Library of Congress Copyright Office, Concerto In C Major For Bassetti Accordion, Composer: John Serry Sr., June 4, 1968, Copyright no. EP247602
13. ↑  Eastman School of Music - University of Rochester - Sibley Music Library: John J. Serry Sr. Collection "Concerto in C Major For Free Bass Accordion " partitura musicale,  John J. Serry Sr. Collection p. 10 on esm.rochester.edu (EN)
14. ↑  (EN) Joseph Macerollo | The Canadian Encyclopedia, su thecanadianencyclopedia.ca. URL consultato il 12 giugno 2023.